# James Frecheville

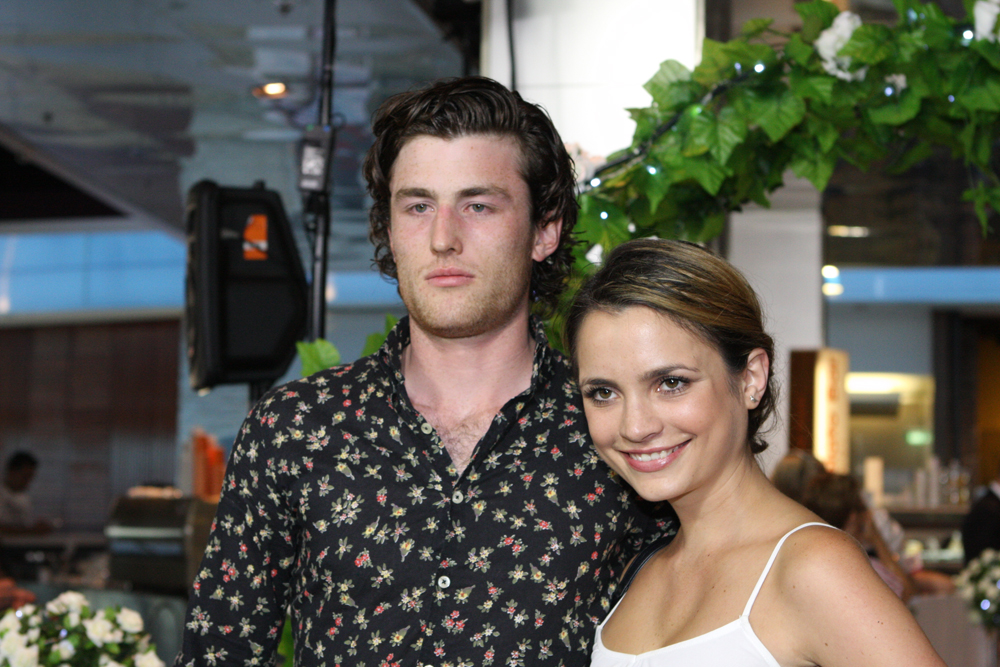
James Frecheville und Jessica Tovey (2012)

James Aitken Frecheville (* 14. April 1991 in Melbourne, Victoria) ist ein australischer Schauspieler.

## Leben und Karriere
James Frecheville wurde in Melbourne geboren und wuchs im Vorort Malvern East auf. Seine Schulausbildung absolvierte er am McKinnon Secondary College. Seine ersten Erfahrungen im Bereich des Schauspiels sammelte er am Jugendtheater und in Schulaufführungen. Eine seiner ersten Auftritte vor der Kamera stellte eine Statistenrolle in der australische Krimiserie City Homicide dar. Auf Anraten eines Lehrers, sprach er beim Casting für das Krimidrama Königreich des Verbrechens vor und erhielt schließlich die Rolle des Joshua „J“ Cody. Der Film, in dem er neben Schauspielgrößen wie Ben Mendelsohn, Joel Edgerton, Guy Pearce und Jacki Weaver zu sehen war, bedeutete für ihn den Durchbruch in der Heimat. Er erhielt Nominierungen für den AACTA Award und den Film Critics Circle of Australia Award.
Seine nächste Filmrolle übernahm Frecheville 2012 als Ronny in der Romantischen Komödie The First Time – Dein erstes Mal vergisst du nie!. Ein Jahr darauf trat er als Tom in der in Australien gedrehten Buchverfilmung Tage am Strand auf. 2014 übernahm er Rollen in den US-Serien New Girl und Transparent. Zudem war er 2014 im Filmdrama Mall: Wrong Time, Wrong Place in der Hauptrolle des Malcolm zu sehen und übernahm als Fitz eine Nebenrolle im Drama The Drop – Bargeld. 2015 übernahm Frecheville als Matthew Townshend eine Nebenrolle im US-Thriller The Stanford Prison Experiment. 2018 war er als Nick Dean in einer zentralen Rolle in der Miniserie Requiem zu sehen und übernahm zudem als Martin Feeney eine bedeutende Rolle im irischen Filmdrama Black 47. In Vorbereitung für eine überzeugende Darstellung der Rolle erarbeitete er sich einen irischen Akzent und wurde zudem im Reiten trainiert. 2022 übernahm er als Jack Nelson eine Rolle in der sechsten Staffel der Serie Peaky Blinders – Gangs of Birmingham.

## Filmografie (Auswahl)
- 2009: The Fourth Pillar
- 2010: Königreich des Verbrechens (Animal Kingdom)
- 2011: Absence (Kurzfilm)
- 2012: The First Time – Dein erstes Mal vergisst du nie! (The First Time)
- 2013: Tage am Strand (Adore)
- 2014: New Girl (Fernsehserie, 2 Episoden)
- 2014: Mall: Wrong Time, Wrong Place (Mall)
- 2014: The Drop – Bargeld (The Drop)
- 2014: Transparent (Fernsehserie, Episode 1x08)
- 2015: The Stanford Prison Experiment
- 2015: About Scout
- 2016: Hacked – Kein Leben ist sicher (I.T.)
- 2017: Highly Functional
- 2018: Requiem (Miniserie, 6 Episoden)
- 2018: Black 47
- 2018: American Eggs (Fernsehserie, Episode 1x03)
- 2020: The Dry – Lügen der Vergangenheit (The Dry)
- 2021: Creation Stories
- 2021: Zátopek
- 2021: The Pursuit of Love (Miniserie)
- 2022: Peaky Blinders – Gangs of Birmingham (Peaky Blinders, Fernsehserie)
- 2023: The Royal Hotel
- 2024: Masters of the Air (Miniserie)

## Nominierungen (Auswahl)
AACTA Award
- 2010: Nominierung als Bester Hauptdarsteller für Königreich des Verbrechens

Film Critics Circle of Australia Award
- 2010: Nominierung als Bester Darstller für Königreich des Verbrechens